# Захаров, Фёдор Захарович
Фёдор Захарович Заха́ров (1919—1994) — советский украинский живописец. Народный художник Украинской ССР (1978). Лауреат Государственной премии Украинской ССР им. Т. Г. Шевченко (1987).

## Биография
Родился в 1919 году в селе Александровское Дорогобужского уезда Смоленской губернии в крестьянской семье. По данным искусствоведа Людмилы Яковлевны Бородиной, Захаров родился 5 сентября, однако другие источники, включая Энциклопедию современной Украины, указывают дату его рождения как 25 сентября.
Первый этап профессионального обучения прошёл, по разным данным, в Московском художественно-промышленном училище имени М. И. Калинина с 1936 по 1941 год; либо в Государственном техникуме изобразительных искусств в память Восстания 1905 года с 1935 по 1939 год. Окончил училище с отличием. На военной службе не был по состоянию здоровья. Продолжил обучение с 1943 или 1945 года в Московском государственном художественном институте имени В. И. Сурикова, в число его педагогов входили А. В. Лентулов, Г. Г. Ряжский, В. В. Фаворская, И. И. Чекмазов, Д. К. Мочальский, С. В. Герасимов. Окончил институт с отличием в 1950 году, дипломная работа «Разин» выполнена под руководством Ряжского, в мастерской которого Захаров занимался с четвёртого курса.
По окончании института направлен на преподавательскую работу в Симферополь, в Крымское художественное училище им. Н. Самокиша, где работал по разным данным до 1951 или 1952 года. В 1952 или 1953 году переехал в Ялту, где проживал до самой смерти. Имел также дачу в посёлке Седнев Черниговской области, где работал совместно с украинскими художниками-пейзажистам, включая Н. П. Глущенко, и написал некоторые осенние и зимние пейзажи. С 1953 или 1954 года член Союза художников Украины. С 1979 года член комиссии УССР по живописи.
Умер в Ялте. Сведения о дате смерти в различных источниках разнятся. Людмила Яковлевна Бородина указывает 29 сентября 1994 года, Энциклопедия современной Украины — 11 ноября 1994 года, некоторые другие источники указывают 10 ноября 1994 года.

## Творческое наследие
Картины Фёдора Захарова участвуют в выставках с 1953 года.
Персональные выставки при жизни Захарова проходили в Ленинграде (1959), Симферополе (1959, 1989), Киеве (1960, 1975, 1987), Ялте (1979). Посмертные персональные выставки в Киеве (1998, 2006), Москве (Третьяковская галерея; 2002, 2019), Симферополе (2004, 2009, 2019), Ялте (2016).
Крымские пейзажи — основной смысл творчества Захарова. Горы, у подножья которых раскинулись сады и виноградники, архитектура старого Бахчисарая и новых городов, ялтинский порт с его напряженной жизнью, заповедные уголки и, конечно же, море, которое Захаров писал в самых разных мотивах. Есть, конечно, у художника и горные пейзажи. Суровая природа, ручейки, высокие деревья на фоне гор, низкое серовато-белое облачное небо, которое, кажется, лежат на самой вершине гор — вот основной лейтмотив его картины — «Горы в Крыму».
В своем творчестве он делал главный упор на изображения пейзажей и натюрмортов. Был представителем советского импрессионизма. Фёдор Захаров по праву считается одним из основателей крымской «импрессионистической школы живописи», воспитав совместно с Валентином Бернадским и Николаем Бортниковым целое поколение крымских художников. Над своими работами он работал в Крыму и в селе Седневе, вблизи Чернигова, где останавливался в 1840 году Т. Г. Шевченко.
Некоторые его работы находятся в Государственной Третьяковской галерее, Национальном художественном музее Украины (Киев), Симферопольском художественном музее, Алупкинском дворце-музее, Феодосийской картинной галерее имени И. К. Айвазовского, Севастопольском художественном музее, в Новокузнецком музее советского изобразительного искусства и др.

## Награды, премии и почётные звания
- Орден «Знак Почёта» (24.11.[источник не указан 1302 дня]1960)[6].
- Грамота Президиума Верховного Совета УССР (1967)[6].
- Заслуженный деятель искусств УССР (1970)[6].
- Народный художник УССР (1978)[6].
- Почётная грамота исполкома Крымской области (1979)[9].
- Орден Трудового Красного Знамени[2] (22.08.1986)[источник не указан 1302 дня].
- Государственная премия УССР имени Т. Г. Шевченко (1987) — за серию пейзажей и натюрмортов «Родная моя Украина»[9]. Денежную часть премии Захаров передал в Советский фонд культуры[13].

## Комментарии
1. ↑  Ныне село носит название Следнево. Идентифицировано по отнесению к Издешковскому району Смоленской области в статье Украинской советской энциклопедии[3].
2. ↑  Ныне Колледж дизайна и декоративного искусства Московской государственной художественно-промышленной академии им. С. Г. Строганова.
3. ↑  С 1936 года — Московское областное художественно-педагогическое училище памяти Восстания 1905 года; ныне Московское академическое художественное училище.